# 南海グリーン
南海グリーン（なんかいグリーン）は、南海電気鉄道の鉄道車両で採用される緑色塗装の通称である。この色はかつての南海ホークス（現・福岡ソフトバンクホークス）のユニフォーム色にも採用されていた。ここでは、傍系の阪堺電気軌道の鉄道車両で用いられる緑色塗装についても説明する。

## 1975年までの鉄道線車両塗装
南海線・高野線などの鉄道線では20000系で就役当初から色番号が規定されていたが、それ以外の車両色にも適用されたのは1973年2月のことである。戦前からいわゆる 「ダークグリーン」 が用いられており、1000系 (2代)が登場する1992年に現塗装に変更されるまで採用された。1954年から就役した11001系では全体を 「オリエンタルグリーン」 とし、150ミリメートル幅の帯色として 「エメラルドグリーン」 が用いられた。この 「オリエンタルグリーン」 は1961年に就役した2051系で上半の 「ライトグリーン」 として再用され、その後、7000系・7100系に続いた。この色は京阪若草色より彩度がやや低い。

## 1975年までの軌道線車両塗装
阪堺線・上町線・平野線などの軌道線（現・阪堺電気軌道線）車両でも 「ダークグリーン」 一色が用いられていたが、鉄道線 「ダークグリーン」 と異なる緑黄系であった。この色は鉄道線 「エメラルドグリーン」 より彩度が若干低いもので、就役当時のモ501形・モ351形や1967年以降のモ121形・モ151形・モ161形・モ301形の下半色としても用いられている。

## 1975年以降の車両塗装
1975年3月に全線で車両色の統一化が行われ、鉄道線では初代1000系・21000系・22000系の帯色が 「エメラルドグリーン」 から鉄道線 「ダークグリーン」 に変更されている。南海グリーンは2000系1次車まで採用された後、1992年から全車青とオレンジを基調とした現行色に順次変更され、鉄道線での緑色塗装は姿を消した。2017年現在鉄道線で運行されているグリーン車両は2200系『天空』のみである。
軌道線でもモ121・151・161・301形が1975年に鉄道線 「ダークグリーン」 一色に変更されることになった。しかしながら、同年にブルー・グリーン・オレンジの 「雲形塗装」 が登場し、この一色化は全車に波及しなかった。1985年に現行の 「ライトグリーン」 とも呼ばれる 「阪堺色」 が登場した。これは、鉄道線 「ダークグリーン」 の彩度を増したものといえ、2008年まではN9、同年以降はN9.5の白帯を付して用いられている。